# محوطه نگاران ۲
محوطه نگاران ۲ مربوط به هزاره سوم و ۴ قبل از میلاد است و در شهرستان سراوان، بخش جالق، دهستان ناهوک، ۸ کیلومتری جنوب شرق روستای جورک واقع شده و این اثر در تاریخ ۲۸ اسفند ۱۳۸۵ با شمارهٔ ثبت ۱۸۹۴۰ به‌عنوان یکی از آثار ملی ایران به ثبت رسیده‌است.